# Кызылжар (Сарыагашский район)
Кызылжар (каз. Қызылжар) — село в Сарыагашском районе Туркестанской области Казахстана. Административный центр Кзылжарского сельского округа. Расположено на правом берегу реки Келес. Код КАТО — 515473100.

## Население
В 1999 году население села составляло 4226 человек (2122 мужчины и 2104 женщины). По данным переписи 2009 года, в селе проживало 5089 человек (2593 мужчины и 2496 женщин).

## История
В 1969—1997 годах действовало хлопководческое хозяйство имени Жамбыла. На его основе в 1997 году в Кызылжаре созданы ТОО «Кызылжар» и крестьянские хозяйства.